# Stiriodes edentata
Stiriodes edentata är en fjärilsart som beskrevs av Augustus Radcliffe Grote 1883. Stiriodes edentata ingår i släktet Stiriodes och familjen nattflyn. Inga underarter finns listade i Catalogue of Life.